# Первомайський (Ертильський район)
Первомайський (рос. Первомайский) — селище у Ертильському районі Воронезької області Російської Федерації.
Населення становить 880 осіб (2010). Входить до складу муніципального утворення Первомайське сільське поселення.

## Історія
Від 1938 року належить до Ертильського району.
Згідно із законом від 15 жовтня 2004 року входить до складу муніципального утворення Первомайське сільське поселення.

## Населення
| 2000 | 2002  | 2010 |
| ---- | ----- | ---- |
| 1290 | ↘1039 | ↘880 |